# Кинески патентиран лек
Кинески патентиран лек (упрош: 科学 中药; трад: 科學 中藥; пин: kēxúe zhōngyào; досл. 'Научна кинеска медицина') је биљни лек који се вековима користи у традиционалној кинеској медицини. Данас је он у модернизованом облику одмах спремн за употребу (у облику таблета, оралног раствора или суве суспензије), за разлику од традиционалног облика премине овог лека који је припреман од делова биљака које су пре употребе захтевале претходно кување (екстракцију топлом водом).

## Опште информације
Кинески патентирани лекови се углавном састоје од екстрахованих кондензованих таблета које се називају чајнице и обично су мале, сферичне и црне боје. Зову се чајнице, јер се биљке кувају у биљном чају да би се након тога направиле таблете. Таблете за мед или воду направљене су од млевеног сировог биља и популарног су облика у Кини, и обично су веће и нешто су знатно мекше од чајнице.
Савремене чајнице стварају се од лековитог биља екстрахованог у екстракторима од нерђајућег челика како би се створила или водена или водена алкохолна декокција, у зависности од коришћених биљака. Екстрахују се на ниској температури (испод 100 °C) да би се сачували неопходни састојци. Затим се екстрахована течност даље кондензује и меша са малим количина сировог биљног праха из једног од биљних састојака да би се добило биљно тесто. Тесто се машином исече на ситне комаде и додаје им се мала количина помоћних супстанци ради углађеније и доследније спољашњости. Производи се затим формирају у облику таблета.
Таблете са медом и таблете са водом израђивале су се од давнина комбиновањем неколико осушених биљака и других састојака, који су млевени у прах, помешани са везивом и традиционално ручно обликовани у пилуле. Савремене таблете за мед или воду машински се формирају у таблете. Везивно средство је традиционално мед за таблете са медом. За таблете за воду везиво може бити једноставно вода или може садржати друго везиво, попут меласе. Савремени произвођачи и даље производе многе патентне формуле као таблете за мед или воду, као што је Вуји Баифенг Ван, популарна формула таблета за мед за „негу чи и крви”, за јачање тела.
Патенти могу бити у другим облицима као што су таблете за капање, течности, сирупи, прашкови, грануле, инстант чајеви и капсуле. Компаније производе кинеске патентиране лекове унутар и изван Кине.
Као други патентирани лекови, ови кински лекови нису патентирани у традиционалном смислу те речи. Нико нема ексклузивна права на формулу. Уместо тога, „патент” се односи на стандардизацију формуле.
У Кини сви истоимени кинески патентирани лекови имају једнаке пропорције састојака и произведени су у складу са Кинеском фармакопејом по одређеној формули, која је прописана кинеским законом. Свака монографија детаљно описује тачне биљне састојке који чине патентну формулу, обично праћене одређеним тестовима који би се требали користити за тачну идентификацију биљака, попут танкослојне хроматографије (ТЛЦ) или течне хроматографије високих перформанси (ХПЛЦ), проценат сваког састојак, и посебне мере опреза и контраиндикације. Монографија такође детаљно описује производне методе које се морају поштовати, начин обраде и кувања биља, често укључујући специфичне захтеве за испитивање готових производа, укључујући утврђивање аутентичности и процену ефикасности формуле маркерима активних састојака, ако је познато, као и испитивање растварања једнообразност времена и садржаја. Све фабрике са сертификатом добре производне праксе (ГМП) такође морају да тестирају ниво тешких метала и микроба за све патентне лекове које производе.
Међутим, у многим патентима нису наведени сви састојци, вероватно да би се заштитила тајност формуле. Пример за то је Иуннан Баииао, популарна формула која се користи за заустављање крварења, чији састојци никада нису откривени. Ово је прихватљива пракса у Кини, где не постоји друга заштита која би заштитила породичне или „тајне” кинеске биљне формуле.
У западним земљама постоје значајне разлике у састојцима и пропорцијама састојака у производима који имају исто име. То је зато што кинеска влада дозвољава страним компанијама да се пријаве за модификације патентних формула које се продају изван Кине.

## Биљне формуле
Кинеске класичне биљне формуле чине основу кинеске патентиране медицине, и у суштини су основне биљне формуле које се уче у традиционалној кинеској медицини. Многе од ових формула су прилично старе. На пример формула позната као „Лиу Веи Ди Хуанг Ван (ЛВДХВ)” (六味 地 黄 丸 liù wèi dì huáng wán) чији је аутор Киан Ји (钱 乙 Qian Yi око 1032—1113.), први пут је објављена од стране ученик Киан Јиа 1119. године у делу понатом као „Кључ терапије дечјих болести” (药 证 直 诀 xiǎoér yào zhèng zhí jué). Иако се према Лиу Веи Ди Хуанг Вану ова формула може припремити као одвар од сирове биљке (или као биљни чај), првобитно је замишљен за прављење у облику таблета од меда, јер последња реч наведена у формули Лиу Веи Ди Хуанг Ван, „Ван” (丸) значи „пилула”.